# Dorking (poule)
Pour les articles homonymes, voir Dorking.
La poule de Dorking est une race ancienne de poule domestique à l'origine de la Faverolles française et de la poule de Sussex.

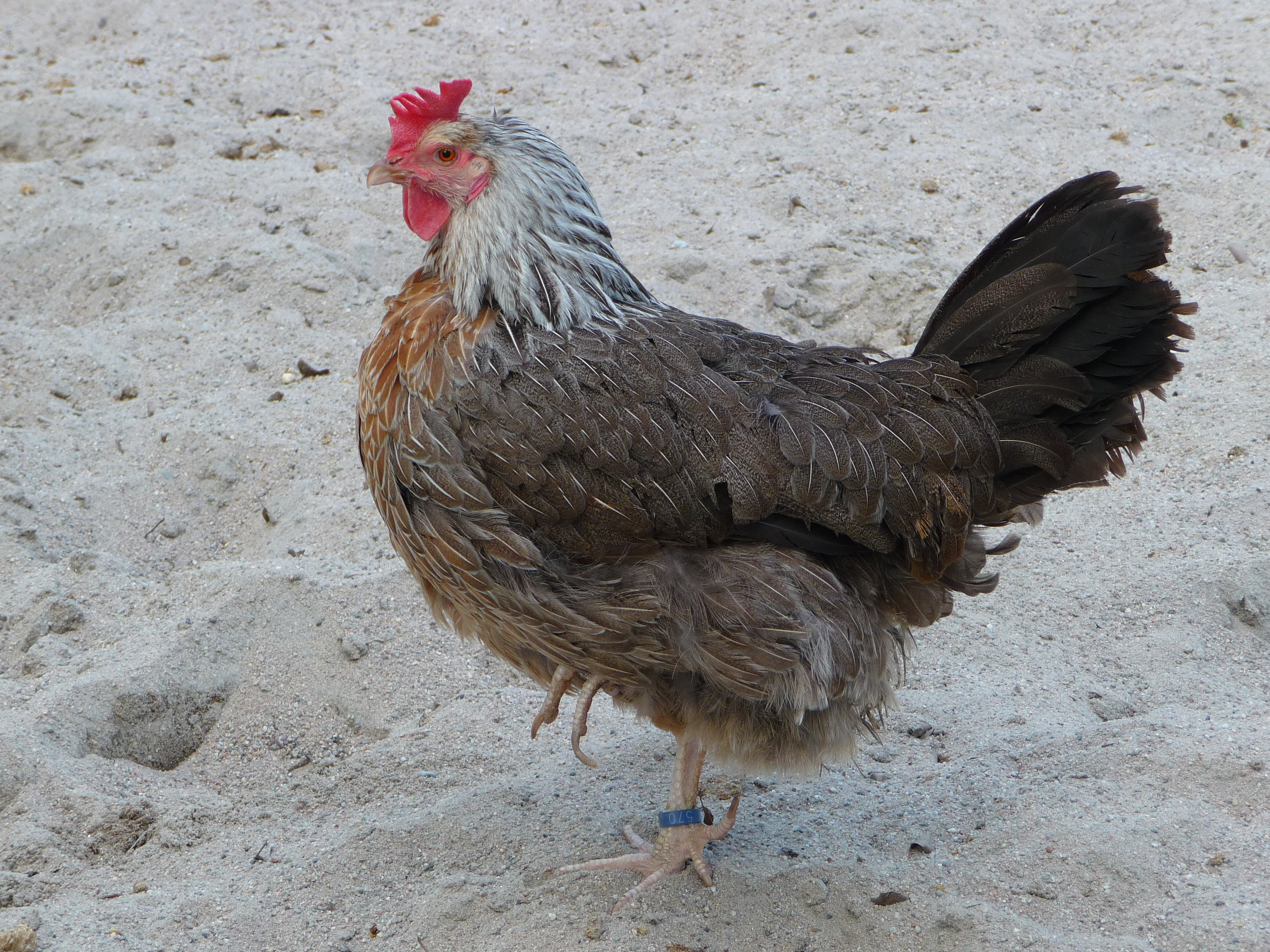
Poule dorking argentée saumonée

C'est une poule qui pond des œufs blancs comme l'indique le standard anglais (pays d'origine de la race), mais aussi le standard français officiel des volailles, ainsi que le standard européen. 
De nombreuses annonces indiquent des volailles dorking qui pondraient des œufs bleus: il s'agit sans doute d'une volaille croisée (donc qui n'est pas de pure race) avec des volailles de type araucana ou ameraucana.
Elle est reconnue parmi les 108 races de poule du British Poultry Standard.

## Description
La dorking a un corps rectangulaire avec des tarses clairs et cinq doigts plutôt petits. Elle a besoin de protection l'hiver. Elle est élevée à deux fins, c'est-à-dire pour sa chair bien goûteuse et ses œufs. La poule est une excellente couveuse, qui a besoin d'espace et qui craint l'humidité. Le coq peut parfois dépasser les six kilos.

## Origines
La dorking est une race ancienne, déjà présente à l'arrivée des Romains en Angleterre, puisque Columelle la décrit exactement au milieu du Ier siècle apr. J.-C. Ainsi dans ses Libri de re rustica, il évoque une poule à cinq doigts à la poitrine large, au corps solide et carré avec une grosse tête et une crête dressée. 
La race s'est développée au cours des siècles, jusqu'à ce qu'elle soit fixée au XIXe siècle et que des spécimens apparaissent sur les lieux d'exposition, comme le premier Poultry Show de 1845 en Angleterre. 
Son nom provient du bourg de Dorking dans le Surrey.

## Standard officiel
- Masse idéale : coq : 4,55 à 6,35 kg ; poule : 3,6 à 4,55 kg
- Crête : simple, de moyenne à grande. crête frisée admise
- Oreillons : rouges
- Couleur des yeux : orangé
- Couleur de la peau : blanche
- Couleur des Tarses : claire
- Variétés de plumage : argenté-saumoné, argenté-saumoné foncé, blanc, coucou, rouge à liseré noir.
- Œufs à couver : min. 55grammes, coquille blanche
- Diamètre des bagues : Coq : 24 mm ; Poule : 22 mm

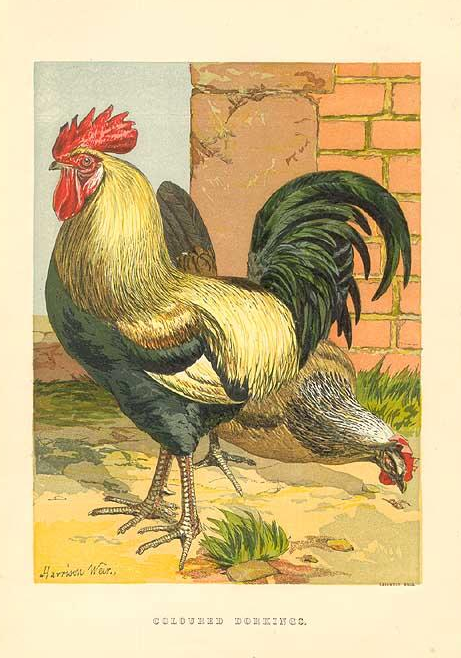
Dorking argenté saumoné
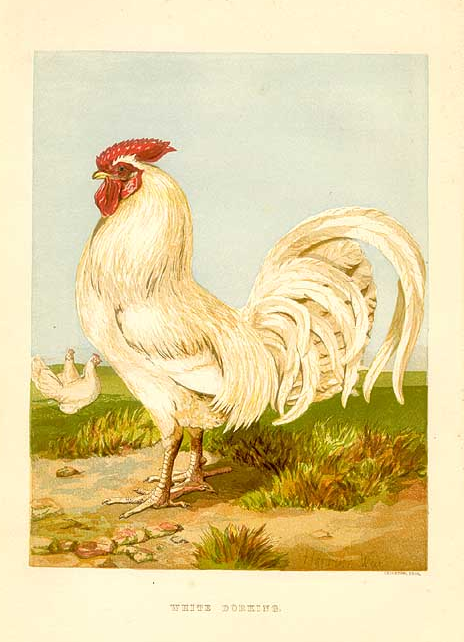
Dorking blanc à crête frisée
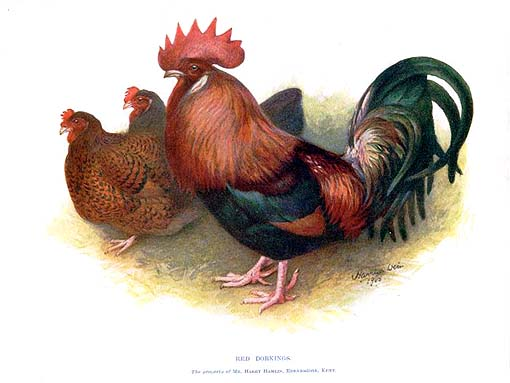
Dorking rouge à liseré noir
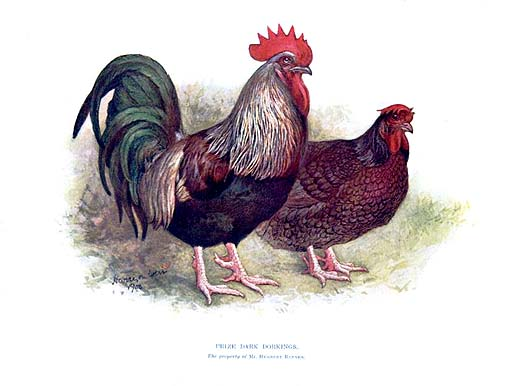
Dorking argenté saumoné foncé

## Dorking aux œufs bleus?
Ces dernières années sont apparues des « pseudos » dorking, qui différent légèrement des vraies dorking par le phénotype, et qui ont comme caractéristique génotypique particulière de pondre des œufs bleus ; caractéristique génétique spécifique de l'araucana, qui lui a été introduit dans son patrimoine génétique.
Ces sujets ne sont pas exposables en tant que dorking pure race.
Il ne faut absolument pas introduire de sang de ces souches particulières dans les souches véritables, risquant de polluer génétiquement ces dernières irréversiblement.

## Sources
- Le Standard officiel des volailles (Poules, oies, dindons, canards et pintades), édité par la Société centrale d'aviculture de France.